# Летючі тигри
Летючі тигри (англ. Flying Tigers), офіційно Перша американська добровольча група (англ. First American Volunteer Group (AVG) — спеціальна авіаційна група США, що існувала в період з 1941 по 1942 рік. Перша американська добровольча група (AVG) ПС Китайської Республіки на прізвисько «Летючі тигри» була сформована, щоб допомогти протистояти японському вторгненню в Китай. Авіагрупа під командуванням генерала Клера Лі Шеннолта комплектувалася добровольцями пілотів Повітряного корпусу армії США, ВМС і Корпусу морської піхоти.

## Історія
Ініціатором створення 1-ї американської добровольчої групи став відставний офіцер Повітряного корпусу армії США Клер Лі Шеннолт. Він з серпня 1937 року працював у Китаї, спочатку радником з питань військової авіації генералісимуса Чан Кайші в перші місяці японсько-китайської війни, а потім директором льотної школи ПС Китаю з центром у Куньміні. Тим часом Радянський Союз постачав до Китаю ескадрильї винищувачів і бомбардувальників, але ці підрозділи були здебільшого виведені до літа 1940 року. Тоді Чан Кайші запросив американські бойові літаки та пілотів, відправивши Лі Шеннолта до Вашингтона як радника посла Китаю та шурина Сун Цзивеня.
Зиму 1940—1941 рр. Лі Шеннолт провів у Вашингтоні, керуючи закупівлею 100 винищувачів P-40 і набором 100 пілотів і приблизно 200 наземних екіпажів і адміністративного персоналу, які складали б 1-шу AVG.
Авіагрупа складалася з трьох ескадрилей винищувачів приблизно по 30 літаків кожна, які до вступу США у Другу світову війну тренувалися в Бірмі, і надалі брали участь у захисті Республіки Китай від японських військ. AVG офіційно були членами Повітряних сил Республіки Китай. Група мала контракти із зарплатою від 250 доларів на місяць для механіка до 750 доларів для командира ескадрильї, що приблизно в три рази більше, ніж вони заробляли в збройних силах США. Хоча AVG прийняла деяких цивільних добровольців до штабного персоналу і наземних команд підтримки й забезпечення, більшість свого персоналу AVG набрала з армії США.
«Летючі тигри» почали прибувати до Китаю у квітні 1941 року. Група вперше взяла участь у бою 20 грудня 1941 року, через 12 днів після Перл-Гарбора (за місцевим часом). Льотчики продемонстрували інноваційні тактичні перемоги, коли новини в США були наповнені лише історіями про поразку від рук японських військ, і досяг такого помітного успіху під час найгіршого періоду війни як для США, так і для союзних сил, щоб дати надію Америці, що вона зрештою зможе перемогти Японію. Пілоти AVG заслужили офіційне визнання та отримали бойові премії за знищення 296 літаків противника, втративши при цьому у бою лише 14 пілотів. Бойові записи AVG все ще існують, і дослідники визнали їх достовірними. 4 липня 1942 року 1-ша американська добровольча група була розформована та замінена 23-ю винищувальною групою Повітряних сил армії США, яка пізніше була включена до складу 14-ї повітряної армії США під командуванням генерала Шеннолта. 23-тя винищувальна група досягла подібного бойового успіху.